# Krajan (Mejayan)
Krajan is een bestuurslaag in het regentschap Madiun van de provincie Oost-Java, Indonesië. Krajan telt 4262 inwoners (volkstelling 2010).